# Jung Young-han
Dans ce nom coréen, le nom de famille, Jung, précède le nom personnel.
Pour les articles homonymes, voir Jung.
Jung Young-han est un taekwondoïste sud-coréen.

## Palmarès

### Championnats d'Asie
- Médaille d'or des -87 kg du Championnat d'Asie 2012 à Hô-Chi-Minh-Ville, (Viêt Nam)
- Médaille d'or des -87 kg du Championnat d'Asie 2010 à Astana, (Kazakhstan)